# Fe’fe’
Das fe’fe’ ist eine bantoide Bamileke-Sprache der Westregion von Kamerun, welche auch unter dem Namen nufi oder bafang bekannt ist.
Sie wird vor allem im Département von Haut-Nkam gesprochen, um die Stadt Bafang herum (direkt neben der Stadt Kékem, die in der südöstlichen Ecke Ghomala'-sprachig ist).

## Alphabet
Das Alphabet des Fe’fe’ basiert auf dem Afrikanischen Referenzalphabet, das seinerseits auf dem modernen lateinischen Alphabet mit einigen zusätzlichen speziellen Buchstaben basiert.
| Aa | Ɑɑ | Bb | Cc | Dd | Ee | Əə   | Ff | Gg | GHgh | Hh | Ii | Jj | Kk | Ll   |   |
| Mm | Nn | Ŋŋ | Oo | Pp | Ss | SHsh | Tt | Uu | Ʉʉ   | Vv | Ww | Yy | Zz | ZHzh | ʼ |